# 1. Frauenfußballclub Turbine Potsdam 71 2020-2021
Questa voce raccoglie le informazioni riguardanti la sezione di calcio femminile del 1. Frauenfußballclub Turbine Potsdam 71 nelle competizioni ufficiali della stagione 2020-2021.

## Stagione
Il Turbine Potsdam apre la stagione con l'avvicendamento sulla panchina della squadra, con Matthias Rudolph che dopo quattro stagioni con la società di Potsdam lascia l'incarico al subentrante Sofian Chahed, alla sua prima esperienza alla guida di una squadra di calcio femminile.

## Maglie e sponsor
Lo sponsor principale era la catena assicurativa in campo medico Allgemeine Ortskrankenkasse (AOK), quello tecnico, fornitore delle tenute da gioco, era Jako.
|  | Casa | Trasferta |

## Rosa
Rosa, ruoli e numeri di maglia come da sito ufficiale, aggiornata al 23 novembre 2020.
| N. |                      | Ruolo | Calciatrice            |
| -- | -------------------- | ----- | ---------------------- |
| 1  | Slovenia (bandiera)  | P     | Zala Meršnik           |
| 2  | Slovenia (bandiera)  | D     | Sara Agrež             |
| 4  | Germania (bandiera)  | D     | Johanna Elsig          |
| 5  | Germania (bandiera)  | D     | Mieke Schiemann        |
| 6  | Austria (bandiera)   | C     | Maria Plattner         |
| 7  | Germania (bandiera)  | C     | Lena Uebach            |
| 7  | Germania (bandiera)  | C     | Lea Bahnemann          |
| 7  | Germania (bandiera)  | C     | Anna Gasper            |
| 8  | Polonia (bandiera)   | D     | Małgorzata Mesjasz     |
| 9  | Slovenia (bandiera)  | A     | Adrijana Mori          |
| 10 | Danimarca (bandiera) | A     | Karoline Smidt Nielsen |
| 11 | Germania (bandiera)  | C     | Dina Orschmann         |
| 13 | Germania (bandiera)  | C     | Rieke Dieckmann        |
| 14 | Germania (bandiera)  | A     | Sophie Weidauer        |
| 15 | Austria (bandiera)   | C     | Marie Höbinger         |
| 16 | Germania (bandiera)  | C     | Luca Maria Graf        |

| N. |                        | Ruolo | Calciatrice       |
| -- | ---------------------- | ----- | ----------------- |
| 17 | Germania (bandiera)    | A     | Viktoria Schwalm  |
| 18 | Germania (bandiera)    | C     | Gina Chmielinski  |
| 19 | Germania (bandiera)    | D     | Lara Schmidt      |
| 20 | Germania (bandiera)    | D     | Bianca Schmidt    |
| 21 | Germania (bandiera)    | C     | Anna Gerhardt     |
| 22 | Germania (bandiera)    | C     | Nina Ehegötz      |
| 23 | Stati Uniti (bandiera) | D     | Meaghan Nally     |
| 23 | Germania (bandiera)    | P     | Emma Lind         |
| 24 | Danimarca (bandiera)   | C     | Karen Holmgaard   |
| 25 | Germania (bandiera)    | A     | Melissa Kössler   |
| 26 | Danimarca (bandiera)   | D     | Sara Holmgaard    |
| 28 | Germania (bandiera)    | C     | Merle Barth       |
| 29 | Germania (bandiera)    | A     | Selina Cerci      |
| 30 | Germania (bandiera)    | P     | Vanessa Fischer   |
| 31 | Germania (bandiera)    | P     | Jamie Gerstenberg |

## Calciomercato

### Sessione estiva
| Acquisti | Acquisti        | Acquisti          | Acquisti      |
| R.       | Nome            | da                | Modalità      |
| -------- | --------------- | ----------------- | ------------- |
| D        | Meaghan Nally   | Portland Thorns   | in prestito   |
| D        | Mieke Schiemann | Nachwuchs         | fine prestito |
| C        | Merle Barth     | Bayer Leverkusen  |               |
| C        | Maria Plattner  | Sturm Graz        |               |
| C        | Lena Uebach     | Bayer Leverkusen  |               |
| A        | Selina Cerci    | Werder Brema      |               |
| A        | Melissa Kössler | UMass Minutewomen |               |

| Cessioni | Cessioni       | Cessioni              | Cessioni    |
| R.       | Nome           | a                     | Modalità    |
| -------- | -------------- | --------------------- | ----------- |
| D        | Rahel Kiwic    | Zurigo                |             |
| D        | Caroline Siems | Aston Villa           |             |
| D        | Anna Gasper    | Altera Porta Wien     | in prestito |
| C        | Klára Cahynová | Slavia Praga          |             |
| C        | Sarah Zadrazil | Bayern Monaco         | [ 4 ]       |
| A        | Lara Prašnikar | Eintracht Francoforte |             |

### Sessione invernale
| Acquisti | Acquisti        | Acquisti         | Acquisti   |
| R.       | Nome            | da               | Modalità   |
| -------- | --------------- | ---------------- | ---------- |
| P        | Emma Lind       | Rosengård        | definitivo |
| D        | Karen Holmgaard | Fortuna Hjørring | definitivo |
| C        | Sara Holmgaard  | Fortuna Hjørring | definitivo |

| Cessioni | Cessioni        | Cessioni        | Cessioni      |
| R.       | Nome            | a               | Modalità      |
| -------- | --------------- | --------------- | ------------- |
| D        | Meaghan Nally   | Portland Thorns | fine prestito |
| C        | Rieke Dieckmann | Twente          | in prestito   |

## Risultati

### Frauen-Bundesliga

#### Girone di andata
| Arbitro: | Weigelt (Lipsia) |

|                                                 |           |                |
| Smidt Nielsen 38’ Chmielinski 45’ Kössler 90+1’ | Marcatori | 84’ Beuschlein |

| Arbitro: | Heidenreich (Sereetz) |

|                          |           |                               |
| Berentzen 47’ Winczo 65’ | Marcatori | 66’ Smidt Nielsen 70’ Ehegötz |

| Arbitro: | Kunkel (Amburgo) |

|                             |           |  |
| Orschmann 23’ Ehegötz 45+1’ | Marcatori |  |

| Arbitro: | Michel (Gau-Odernheim) |

|  |           |                                  |
|  | Marcatori | 8’ Agrež 9’ Weidauer 62’ Kössler |

| Arbitro: | Wildfeuer (Lubecca) |

|                                       |           |  |
| Cerci 53’ Orschmann 54’ Kössler 90+2’ | Marcatori |  |

| Arbitro: | Schwermer (Rieder) |

|                         |           |                                           |
| Zielinski 5’ Baucom 38’ | Marcatori | 37’ Mesjasz 51’ (aut.) Debitzki 74’ Cerci |

| Arbitro: | Biehl (Siesbach) |

|                                    |           |  |
| Lohmann 12’, 58’ Beerensteyn 45+2’ | Marcatori |  |

| Arbitro: | Arlt (Münster) |

|  |           |                                                                   |
|  | Marcatori | 8’ Rauch 30’ (rig.) Goeßling 41’ Janssen 48’ Oberdorf 77’ Jakabfi |

| Arbitro: | Westerhoff (Bochum) |

|  |           |                 |
|  | Marcatori | 76’ Chmielinski |

| Potsdam 10 marzo 2021, ore 14:00 CET 10ª giornata | Turbine Potsdam    | 0 – 0 referto | Werder Brema | Karl-Liebknecht-Stadion (0 spett.)\| Arbitro: \| Schwermer (Rieder) \| |
| Arbitro:                                          | Schwermer (Rieder) |               |              |                                                                        |

| Arbitro: | Wildfeuer (Lubecca) |

|              |           |                        |
| Feldkamp 52’ | Marcatori | 78’ Weidauer 82’ Cerci |

#### Girone di ritorno
| Arbitro: | Appelmann (Alzey) |

|                                                   |           |  |
| Billa 18’, 42’ Lattwein 30’ Rall 89’ Fühner 90+4’ | Marcatori |  |

| Arbitro: | Hussein (Bad Harzburg) |

|                             |           |              |
| Orschmann 22’, 30’ Graf 33’ | Marcatori | 11’ Endemann |

| Arbitro: | Arlt (Münster) |

|                                   |           |                             |
| Csiszár 23’ Nikolić 61’, 68’, 81’ | Marcatori | 70’ Chmielinski 77’ Mesjasz |

| Arbitro: | Heidenreich (Sereetz) |

|                                                          |           |                                   |
| Cerci 8’, 34’ Ehegötz 24’ Elsig 79’ (rig.) Orschmann 83’ | Marcatori | 17’ (aut.) Elsig 50’ (aut.) Barth |

| Arbitro: | Biehl (Siesbach) |

|             |           |  |
| Kayikçi 80’ | Marcatori |  |

| Arbitro: | Derlin (Bad Schwartau) |

|          |           |  |
| Cerci 4’ | Marcatori |  |

| Arbitro: | Hussein (Bad Harzburg) |

|                        |           |                                        |
| Orschmann 7’ Cerci 58’ | Marcatori | 9’ Schüller 19’ (rig.) Magull 56’ Glas |

| Arbitro: | Derlin (Bad Schwartau) |

|                                        |           |                       |
| Blomqvist 23’ Hendrich 31’ Jakabfi 57’ | Marcatori | 30’ Cerci 51’ Ehegötz |

| Arbitro: | Heidenreich (Sereetz) |

|                             |           |                 |
| Orschmann 16’ Holmgaard 58’ | Marcatori | 40’ Feiersinger |

| Arbitro: | Kunkel (Amburgo) |

|  |           |                         |
|  | Marcatori | 44’ Ehegötz 66’ Kössler |

| Arbitro: | Schwermer (Rieder) |

|                             |           |                            |
| Holmgaard 48’ Schmidt 90+4’ | Marcatori | 39’ Laurier 44’ Ostermeier |

### DFB-Pokal
| Arbitro: | Kunkel (Amburgo) |

|  |           |                                                                        |
|  | Marcatori | 14’, 29’, 47’, 76’ Kössler 23’, 83’ Ehegötz 36’ Smidt Nielsen 90’ Mori |

| Arbitro: | Kunkel (Amburgo) |

|                          |           |             |
| Ehegötz 14’ Gerhardt 58’ | Marcatori | 33’ Gentile |

| Arbitro: | Michel (Gau-Odernheim) |

|                                                                     |           |                                   |
| Minge 30’ Sanders 41’, 59’ (rig.) Memeti 54’ Buser 81’ Müller 90+2’ | Marcatori | 25’, 90+3’ Cerci 74’ (rig.) Elsig |

## Statistiche

### Statistiche di squadra
| Competizione         | Punti | In casa | In casa | In casa | In casa | In casa | In casa | In trasferta | In trasferta | In trasferta | In trasferta | In trasferta | In trasferta | Totale | Totale | Totale | Totale | Totale | Totale | DR  |
| Competizione         | Punti | G       | V       | N       | P       | Gf      | Gs      | G            | V            | N            | P            | Gf           | Gs           | G      | V      | N      | P      | Gf     | Gs     | DR  |
| -------------------- | ----- | ------- | ------- | ------- | ------- | ------- | ------- | ------------ | ------------ | ------------ | ------------ | ------------ | ------------ | ------ | ------ | ------ | ------ | ------ | ------ | --- |
| Frauen Bundesliga    | 39    | 11      | 7       | 2       | 2       | 26      | 15      | 11           | 5            | 1            | 5            | 17           | 21           | 22     | 12     | 3      | 7      | 41     | 36     | +5  |
| DFB-Pokal der Frauen | -     | 1       | 1       | 0       | 0       | 2       | 1       | 2            | 1            | 0            | 1            | 11           | 6            | 3      | 2      | 0      | 1      | 13     | 7      | +6  |
| Totale               | -     | 12      | 8       | 2       | 2       | 28      | 16      | 13           | 6            | 1            | 6            | 28           | 27           | 25     | 14     | 3      | 8      | 54     | 43     | +11 |

### Andamento in campionato
| Giornata  | 1 | 2 | 3 | 4 | 5 | 6 | 7 | 8 | 9 | 10 | 11 | 12 | 13 | 14 | 15 | 16 | 17 | 18 | 19 | 20 | 21 | 22 |
| --------- | - | - | - | - | - | - | - | - | - | -- | -- | -- | -- | -- | -- | -- | -- | -- | -- | -- | -- | -- |
| Luogo     | C | T | C | T | C | T | T | C | T | C  | T  | T  | C  | T  | C  | T  | C  | C  | T  | C  | T  | C  |
| Risultato | V | N | V | V | V | V | P | P | V | N  | V  | P  | V  | P  | V  | P  | V  | P  | P  | V  | V  | N  |
| Posizione | 4 | 5 | 4 | 4 | 3 | 3 | 3 | 3 | 3 | 4  | 4  | 4  | 4  | 4  | 4  | 5  | 4  | 5  | 4  | 4  | 4  | 4  |

Legenda:

Luogo: C = Casa; T = Trasferta. Risultato: V = Vittoria; N = Pareggio; P = Sconfitta.

### Statistiche delle giocatrici
| Giocatore        | Frauen-Bundesliga | Frauen-Bundesliga | Frauen-Bundesliga | Frauen-Bundesliga | DFB-Pokal der Frauen | DFB-Pokal der Frauen | DFB-Pokal der Frauen | DFB-Pokal der Frauen | Totale   | Totale | Totale      | Totale     |
| Giocatore        | Presenze          | Reti              | Ammonizioni       | Espulsioni        | Presenze             | Reti                 | Ammonizioni          | Espulsioni           | Presenze | Reti   | Ammonizioni | Espulsioni |
| ---------------- | ----------------- | ----------------- | ----------------- | ----------------- | -------------------- | -------------------- | -------------------- | -------------------- | -------- | ------ | ----------- | ---------- |
| S. Agrež         | 16                | 1                 | 0                 | 0                 | 1                    | 0                    | 0                    | 0                    | 17       | 1      | 0           | 0          |
| L. Bahnemann     | 5                 | 0                 | 0                 | 1                 | -                    | -                    | -                    | -                    | 5        | 0      | 0           | 1          |
| M. Barth         | 21                | 0                 | 3                 | 0                 | 3                    | 0                    | 0                    | 0                    | 24       | 0      | 3           | 0          |
| S. Cerci         | 22                | 8                 | 0                 | 0                 | 3                    | 2                    | 0                    | 0                    | 25       | 10     | 0           | 0          |
| G. Chmielinski   | 21                | 3                 | 2                 | 0                 | 2                    | 0                    | 1                    | 0                    | 23       | 3      | 3           | 0          |
| R. Dieckmann     | 3                 | 0                 | 0                 | 0                 | 1                    | 0                    | 0                    | 0                    | 4        | 0      | 0           | 0          |
| N. Ehegötz       | 22                | 5                 | 1                 | 0                 | 3                    | 3                    | 0                    | 0                    | 25       | 8      | 1           | 0          |
| J. Elsig         | 21                | 1                 | 5                 | 0                 | 2                    | 1                    | 1                    | 0                    | 23       | 2      | 6           | 0          |
| V. Fischer       | 11                | -14               | 1                 | 0                 | -                    | -                    | -                    | -                    | 11       | -14    | 1           | 0          |
| A. Gerhardt      | 9                 | 0                 | 0                 | 0                 | 2                    | 1                    | 0                    | 0                    | 11       | 1      | 0           | 0          |
| J. Gerstenberg   | -                 | -                 | -                 | -                 | 1                    | 0                    | 0                    | 0                    | 1        | 0      | 0           | 0          |
| L. M. Graf       | 20                | 1                 | 2                 | 0                 | 2                    | 0                    | 0                    | 0                    | 22       | 1      | 2           | 0          |
| M-T. Höbinger    | 15                | 0                 | 1                 | 0                 | 2                    | 0                    | 0                    | 0                    | 17       | 0      | 1           | 0          |
| K. Holmgaard     | 10                | 1                 | 0                 | 0                 | 2                    | 0                    | 0                    | 0                    | 12       | 1      | 0           | 0          |
| S. Holmgaard     | 11                | 1                 | 0                 | 0                 | 2                    | 0                    | 0                    | 0                    | 13       | 1      | 0           | 0          |
| M. Kössler       | 22                | 4                 | 2                 | 0                 | 3                    | 4                    | 0                    | 0                    | 25       | 8      | 2           | 0          |
| E. Lind          | 4                 | -8                | 0                 | 0                 | 1                    | -1                   | 0                    | 0                    | 5        | -9     | 0           | 0          |
| Z. Meršnik       | 8                 | -13               | 0                 | 0                 | 1                    | -6                   | 0                    | 0                    | 9        | -19    | 0           | 0          |
| M. Mesjasz       | 21                | 2                 | 2                 | 0                 | 3                    | 0                    | 0                    | 0                    | 24       | 2      | 2           | 0          |
| A. Mori          | 3                 | 1                 | 0                 | 0                 | 1                    | 1                    | 0                    | 0                    | 4        | 2      | 0           | 0          |
| M. Nally         | 9                 | 0                 | 0                 | 0                 | 1                    | 0                    | 0                    | 0                    | 10       | 0      | 0           | 0          |
| D. Orschmann     | 20                | 7                 | 0                 | 0                 | 3                    | 0                    | 0                    | 0                    | 23       | 7      | 0           | 0          |
| M. Plattner      | 10                | 0                 | 1                 | 0                 | 1                    | 0                    | 0                    | 0                    | 11       | 0      | 1           | 0          |
| B. Schmidt       | 5                 | 1                 | 0                 | 0                 | 0                    | 0                    | 0                    | 0                    | 5        | 1      | 0           | 0          |
| L. Schmidt       | 1                 | 0                 | 1                 | 0                 | -                    | -                    | -                    | -                    | 1        | 0      | 1           | 0          |
| V. Schwalm       | 2                 | 0                 | 1                 | 0                 | -                    | -                    | -                    | -                    | 2        | 0      | 1           | 0          |
| K. Smidt Nielsen | 6                 | 2                 | 0                 | 0                 | 1                    | 1                    | 0                    | 0                    | 7        | 3      | 0           | 0          |
| L. Uebach        | -                 | -                 | -                 | -                 | -                    | -                    | -                    | -                    | -        | -      | -           | -          |
| S. Weidauer      | 21                | 2                 | 4                 | 0                 | 3                    | 0                    | 0                    | 0                    | 24       | 2      | 4           | 0          |